# چنگ سیو کوان
کنی چنگ سیو کوان ( متولد ۱۳  ژانویه ۱۹۹۷) یک فوتبالیست حرفه ای اهل هنگ کنگ است که در حال حاضر به عنوان هافبک برای باشگاه لیگ برتری لی من بازی می کند.  

## باشگاهی
در ۱۷ جولای ۲۰۱۸، چنگ به عنوان یکی از چهارده بازیکن جدید لی من انتخاب شد. 

## ملی
در ۱۰ سپتامبر ۲۰۱۹، چنگ نخستین بازی ملی خود را برای هنگ کنگ در بازی مقدماتی جام جهانی مقابل ایران انجام داد. 

## پیوند به بیرو
- چنگ سیو کوان در Soccerway
- Cheng Siu Kwan at the HKFA
- چنگ سیو کوان در اینستاگرام